# John Dee Shapland
John Dee Shapland, britanski general, * 1897, † 1971.